# Данило Грек
Данило Грек (справжні ім'я та прізвище — Данило Олівеберг де Грекані; р.н. і р.с. невідомі) — грецький абат, середньовічний дипломат королівства Швеція.  
Родом, очевидно, з півострова Пелопоннес (Греція). 1654 року переїхав до Швеції, де при королівському дворі користувався підтримкою колишнього польського канцлера Є. Радзейовського. Під час національної революції 1648–1676 не раз перебував в Україні у складі шведських дипломатичних місій, а також виконував дипломатичні  доручення Б.Хмельницького в українсько-шведських переговорах 1655—57. За послуги, надані І.Виговському в переговорах із Польщею, 1659 року отримав польське шляхетство.